# 22/11/63
22/11/63 (en inglés: 11/22/63) es una novela de suspense y ciencia ficción del escritor estadounidense Stephen King que narra la historia de Jacob Epping, un viajero en el tiempo que intenta evitar el asesinato del presidente John F. Kennedy, cuya fecha —el 22 de noviembre de 1963— inspiró el título del libro. El 2 de marzo de 2011, se anunció la obra en la página oficial del autor, junto con una breve sinopsis y la fecha de publicación, el 8 de noviembre del mismo año.
King y su investigador Russ Dorr trabajaron en la investigación para el libro; el propio escritor reconoció: «Nunca había intentado escribir algo así antes». En general, recibió críticas positivas que lo llegaron a considerar uno de sus mejores trabajos, aunque en otras reseñas se le estimó un libro demasiado extenso y poco destacado. Fue nominado para algunos premios y ganador de otros, como el Los Angeles Times Book Prize de 2011 en la categoría de novela de suspenso o misterio, y The New York Times lo integró en su lista de las mejoras obras de ficción del año.
Cinco años después de su publicación, Hulu estrenó una adaptación televisiva del libro, producida por J. J. Abrams y protagonizada por James Franco en el papel de Epping.

## Sinopsis
El libro, cuyo título hace referencia a la fecha del asesinato de John F. Kennedy, narra la historia de Jake Epping, de 35 años y profesor de inglés en una escuela de Lisbon Falls, Maine, recién divorciado, que encuentra en el restaurante local de su amigo Al Templeton un pasadizo temporal que le traslada a las 11:58 del 9 de septiembre de 1958. El viaje en el tiempo, sin embargo, se refleja en su presente (2011) como el simple transcurso de dos minutos. Antes que él, Templeton había utilizado la puerta temporal para comprar carne de ternera a precios de la década de 1950, y en su último y prolongado viaje para tratar de cumplir su sueño de impedir que Lee Harvey Oswald asesine al presidente Kennedy, lo que no puede cumplir por padecer un cáncer irreversible. Epping asume la tarea y toma la identidad de George Amberson, un profesor de literatura en el colegio de una localidad próxima a Dallas. La misión se entremezcla con sus vivencias íntimas; al mismo tiempo que le sigue los pasos a Oswald, mantiene un romance con Sadie Dunhill, una joven bibliotecaria de un poblado de Texas.
No resulta fácil de lograr y su camino acabará por tener consecuencias imprevisibles, por ejemplo las modificaciones que sufren las biografías de personajes como Paul McCartney y Hillary Clinton. La visión del magnicidio de King implica su propia «teoría de la conspiración», la «no conspiración» y abona en la conclusión de la comisión Warren del asesino solitario. Para Brandt (2019), 22/11/63 «sigue tres parámetros que ayudan a reconstruir la noción del viaje en el tiempo del “imaginario literario” del libro»: desafía la idea de una historia estable, por lo que los procesos históricos son «castillos de naipes»; emplea «elementos metaficcionales» para remarcar la capacidad transformadora de los libros, y usa la «inmersión» para conectar tiempo y espacio. En suma, el autor asegura que la obra sigue un «patrón sintomático del género», por lo que se centra en una fecha específica que será el «punto de apoyo» de la historia y equipara la lectura con el viaje en el tiempo.

## Escritura
En entrevista con Errol Morris para The New York Times, Stephen King detalló que intentó escribir el libro por primera vez en 1971, mientras impartía clases en Maine: «estaba en la sala de profesores y la gente hablaba sobre el asesinato de Kennedy [...] Supongo que alguien habrá dicho “¿Cómo habrían sido las cosas si Kennedy hubiera vivido?” y pensé “Me encantaría escribir una historia sobre eso”». Sin embargo, abandonó el proyecto porque sus habilidades literarias no estaban lo «suficientemente maduras»; «Abandoné el proyecto porque la investigación que acarrearía parecía demasiado ardua para un hombre que enseñaba jornada completa». Otra razón fue que, a nueve años de ocurrido, el hecho le parecía muy reciente todavía. «Me alegro de haber esperado», indicó.
Para escribir la novela, King leyó libros y vio documentales, además de la película de Zapruder. Junto con su investigador Russ Dorr, analizó periódicos y documentos históricos, resultados deportivos, comerciales de ropa y electrodomésticos. Durante una semana que pasaron en Dallas, acudieron al edificio de apartamentos donde vivió Lee Harvey Oswald e hicieron un recorrido privado en el Museo del Sexto Piso en la Plaza Dealey del antiguo Depósito de libros escolares de Texas. Sobre redactar una obra relacionada con una historia real, el escritor indicó: «Nunca había intentado escribir algo así antes y no estoy seguro de que volvería a intentarlo [...] una vez que empiezas otro de los trucos es no hacerlo aburrido». Esta fue su primera novela de este tipo; «Fue muy extraño al principio, como acostumbrarse a un nuevo par de zapatos». También indicó que uno de los elementos complicados fue la cantidad de personajes reales que se incluyeron en el libro.
Por otra parte, estudió teorías conspirativas, aunque acabó por descartarlas al considerar que Oswald fue el asesino: «Al principio de la novela, Al el amigo de Jake Epping plantea en un 95 % la posibilidad de que Oswald fuera el tirador solitario. Luego de leer una pila de libros y artículos al respecto casi tan alta como yo, pondría esa posibilidad en 98 %, quizá incluso 99». Asimismo, consultó a Doris Kearns Goodwin, asistente del presidente Lyndon B. Johnson, sobre las peores circunstancias que se podrían producir si el protagonista tenía éxito en su tarea. King detalló que en su mayoría lo relacionado con Lee Harvey y Marina Oswald es real. También consideró que el libro es, en cierta forma, un «negativo fotográfico» de La zona muerta y reconoce que no es realmente una novela sobre el viaje en el tiempo, idea que en realidad sirve para «examinar la vida real». De acuerdo con Alexandra Alter de The Wall Street Journal hay también cameos de personajes de It y algunos elementos autobiográficos en la obra.

## Publicación
El 2 de marzo de 2011, el autor anunció la obra en su página oficial, junto con una breve sinopsis y la fecha de publicación. A inicios de julio, se publicó un fragmento del libro, y uno más, el 21 de octubre, en una edición de Entertainment Weekly. Luego de su publicación, el 8 de noviembre, pasó veintiún semanas —hasta el 14 de abril de 2012— en la The New York Times Best Seller list y 49 en el listado de USA Today, del que llegó a ocupar la segunda posición. Plaza & Janés editó y publicó en 2012 la versión en español del libro, con traducción de Gabriel Dols Gallardo y José Óscar Hernández Sendín.
La versión original de la portada presentaba un periódico con la noticia del asesinato de Kennedy, mientras que la contraportada planteaba una historia alternativa en la que el presidente y su esposa, Jacqueline Kennedy, resultaban ilesos del ataque. Para promocionar el libro, la editorial Scribner compró espacio publicitario para la transmisión de un anuncio de unos treinta segundos en noticieros de Nueva York, Los Ángeles y Chicago, así como en cadenas como la CNN Airport Network, A&E y Syfy. Por su parte, King participó en conversaciones sobre el libro y otros temas en la Biblioteca y Museo Presidencial de John F. Kennedy y en el propio Museo del Sexto Piso en la Plaza Dealey, donde reunió a unas mil personas. Su agente y editor, Chuck Verrill, consideró que su forma de trabajo es una especie de «trastorno obsesivo compulsivo»: «Le toma menos tiempo escribir un libro de lo que me toma a mi editarlo e incluso leerlo», señaló.

## Recepción
En el agregador de revisiones Book Marks se compilaron trece reseñas del libro: seis «entusiastas», cuatro positivas, una mixta y dos que lo «criticaron duramente». Por su parte, Metacritic recopiló 36 reseñas de las que treinta consideró positivas, cuatro mixtas y dos negativas. Para Errol Morris de The New York Times el libro es «una meditación sobre la memoria, el amor, la pérdida, el libre albedrío y la necesidad». La considera además «una de las mejores historias de viajes en el tiempo desde [las de] H. G. Wells». En este sentido, según Zack Handlen de The A.V. Club se trata de la «mejor novela de King en años, minimizando sus defectos y abrazando el tono inquietante y melancólico que ha definido su obra». Mientras que Alan Cheuse de NPR consideró que la «combinación del amor de King por los años cincuenta y su profunda investigación sobre el asesinato de Kennedy hace de esta novela un obra de ficción tremendamente entretenida», Julia Keller del Chicago Tribune acepta que para muchos lectores podrá ser una novela «muy larga, muy desmesurada y es cierto que después del punto medio las cosas se hacen pesadas. [...] Pero, por otro lado, si lo que quieres es una historia agradable y ordenada, que cuide sus modales y se mantenga dentro de los límites deberás buscar en otro lado».
Michael Berry del San Francisco Chronicle señala que hay similitudes entre esta novela y La zona muerta (1979), «uno de los mejores trabajos de King». No obstante, apunta de 22/11/63 que «a pesar de su innegable suspenso, a veces se siente como una sombra inflada» y dice que la «culminante carrera contra el tiempo y el destino resulta ser tan torturadora y cargada de ironía como cabría esperar». Por otro lado, David L. Ulin de Los Angeles Times considera problemático el concepto de la historia por requerir que el protagonista pase años en el pasado, lo que hace que la novela sea demasiado larga y se lea como «dos libros unidos entre sí». En este sentido, David Sexton del Evening Standard considera que el libro no es emocionante y es demasiado largo: «Son 740 páginas demasiado explícitas, cuando habría sido mejor una novela corta sugerente. Tenemos tiempo para leer solamente un número limitado de novelas de tal extensión y esta no está a la altura».
En la misma línea, Juan Gerardo Sampedro de La Jornada estima que «no es una novela sobresaliente», en todo caso es «una apología de J. F. Kennedy». Lamenta que lo contado en «tantas planas pudo bien resolverse en mucho menos espacio. Uno termina en definitiva por volver a Carrie, El Cuerpo o El Resplandor, al mejor Stephen King». Por su parte, Nadal Suau de El Cultural dice que «tiene más de bazar nostálgico que de otra cosa. Al descartar cualquier teoría de la conspiración, el autor de Carrie exhibe un higiénico, e inesperado, sentido común; pero también encorseta al máximo las posibilidades significativas, y las divertidas, de su fábula». Rodrigo Fresán de Página/12 también ve semejanzas entre este libro y La zona muerta, por lo que «no sería impertinente rebautizar a 22/11/63 como La zona viva, porque, a su manera, funciona casi como un espejo deformante de aquella temprana y magistral novela». Además, asegura que más allá de «tics y taras como la repetición casi mántrica de ciertas frases y el abuso de itálicas», 22/11/63 es «muy divertida y adictiva».

### Premios
El libro recibió una nominación en la categoría de «mejor novela» de los British Fantasy Award de 2012. Asimismo, fue la obra ganadora del Kono Mystery ga Sugoi! —«mejor obra de ficción traducida del año en Japón»— en 2014 y del Los Angeles Times Book Prize de 2011 en la categoría de novela de suspenso o misterio. También The New York Times lo integró en su listado de los diez mejores libros de ficción del 2011.

## Adaptación televisiva
El 15 de febrero de 2016, Hulu estrenó una adaptación televisiva de la obra protagonizada por James Franco, Chris Cooper, Sarah Gadon, entre otros. La miniserie de ocho capítulos contó con J. J. Abrams, Bridget Carpenter —que también adaptó el guion— y el propio King como productores ejecutivos. El escritor aseguró, cuando se anunció que la plataforma de vídeo bajo demanda había ordenado la serie a Bad Robot Productions de Abrams, que «[si] alguna vez escribí un libro que pidiera a gritos un contenido de formato largo, un programa televisivo, 22/11/63 lo es. Estoy emocionado por lo que sucederá y estoy ansioso por trabajar con J. J. Abrams y todo el equipo de Bad Robot».
Carpenter hizo modificaciones a la historia, para las que se consultó a King, como cambiar la fecha de llegada al pasado (1958 en el libro, 1960 en la serie), recortar diálogos o convertir en secuaz del protagonista a un personaje menor del libro, Bill Turcotte. Al respecto, señaló que la adaptación necesitaba un «ritmo un poco diferente del libro». Al momento de publicarse el primer avance de la serie, el escritor le aseguró a Yahoo TV que la producción es «Extraordinaria. Fantástica. Hicieron un gran trabajo».